# Roberto Telch
Roberto Telch (6. listopadu 1943, San Vicente – 12. října 2014, Buenos Aires) byl argentinský fotbalista, střední záložník. Zemřel na infarkt.

## Klubová kariéra
Profesionálně hrál za argentinské kluby CA San Lorenzo de Almagro, CA Unión Sante Fe a CA Colón Santa Fe. Se San Lorenzem získal čtyřikrát mistrovský titul. Do Santa Fe přestoupil v roce 1980 a sehrál zde poslední sezónu. Když na konci roku ukončil kariéru, měl na kontě 630 zápasů v nejvyšší soutěži, což je výkon, který překonali jen Hugo Gatti a Ricardo Bochini.

## Reprezentační kariéra
Za reprezentaci Argentiny nastoupil ve 24 utkáních a dal 2 góly. Startoval na Mistrovství světa ve fotbale 1974, kde nastoupil v 5 utkáních.